# Intra vires
Intra vires alla lettera entro le disponibilità è una locuzione latina internazionalmente usata per indicare una responsabilità limitata alle disponibilità economiche, in contrapposizione a ultra vires
che indica, invece, una responsabilità senza limiti.

## Diritto italiano
Nel diritto italiano si parla di  intra vires:
Diritto successorio. Per principio l'erede risponde illimitatamente delle obbligazioni del defunto a meno che non abbia accettato l'eredità con beneficio di inventario. Il legatario, invece, risponde dei pesi della cosa legata solo intra vires e non oltre il valore del legato
Diritto societario Il socio accomandante nella società in accomandita semplice e i soci delle società di capitali godono di una limitazione di responsabilità alla quota sottoscritta.